# Progressione del record italiano dei 3000 metri siepi femminili

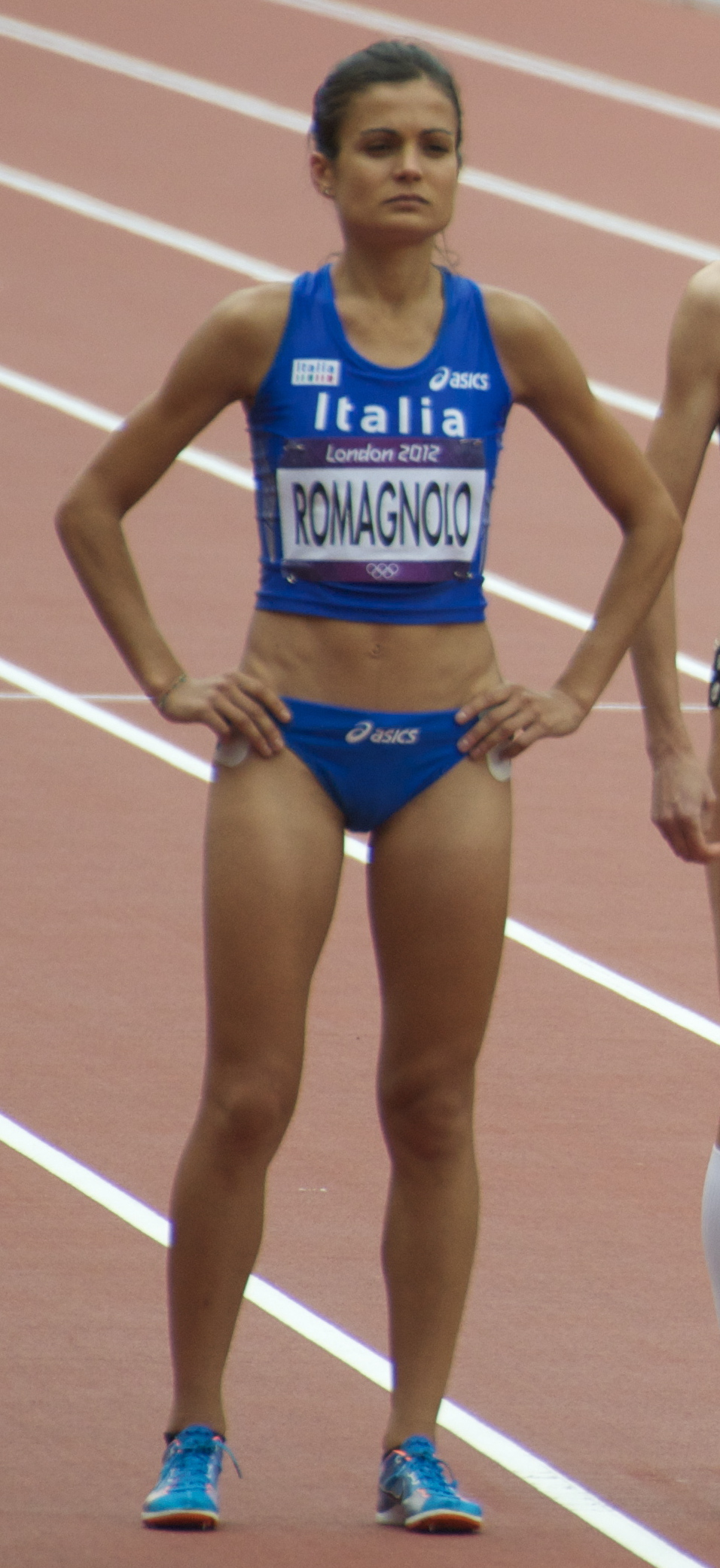
Elena Romagnolo, detentrice del record italiano dei 3000 metri siepi dal 2007.

La voce seguente illustra la progressione del record italiano dei 3000 metri siepi femminili di atletica leggera.
Il primo record italiano femminile su questa distanza venne ratificato il 24 giugno 2001.

## Progressione
| Tempo    | Atleta                 | Società                  | Luogo     | Data           | Note |
| -------- | ---------------------- | ------------------------ | --------- | -------------- | ---- |
| 10'19"37 | Pierangela Baronchelli | Club Atletico Olimpia    | Milano    | 24 giugno 2001 |      |
| 10'16"61 | Emma Quaglia           | CUS Genova               | Viareggio | 21 luglio 2002 |      |
| 10'13"33 | Pierangela Baronchelli | Club Atletico Olimpia    | Danzica   | 27 luglio 2002 |      |
| 10'09"69 | Marzena Michalska      | Cover Sportiva A.V.O.    | Ancona    | 5 luglio 2003  |      |
| 9'54"62  | Marzena Michalska      | Fondiaria-SAI Atletica   | Ostrava   | 8 giugno 2004  |      |
| 9'41"11  | Elena Romagnolo        | Centro Sportivo Esercito | Milano    | 23 giugno 2007 |      |
| 9'37"26  | Elena Romagnolo        | Centro Sportivo Esercito | Neerpelt  | 31 maggio 2008 |      |
| 9'31"19  | Elena Romagnolo        | Centro Sportivo Esercito | Atene     | 13 agosto 2008 |      |
| 9'27"48  | Elena Romagnolo        | Centro Sportivo Esercito | Pechino   | 15 agosto 2008 |      |